# Прагер-Фроэс, Франсишка
Франсишка Прагер-Фроэс (порт. Francisca Praguer Fróes; Кашуэйра, Баия, 21 октября 1872 — Рио-де-Жанейро, 16 ноября 1931) — бразильский врач, активистка, феминистка и писательница. Она была одной из пяти женщин Бразилии, получивших высшее образование в 1893 году.

## Биография
Франсишка окончила школу медицины и фармацевтики в Баия в 1893 году. Она была первой женщиной в Бразилии, получившей медицинское образование. Специализируясь в области гинекологии и акушерства, она посвятила себя области политических и гражданских прав женщин. Она была усердной защитницей прав женщин на здоровье, особенно тех, кто страдает заболеваниями, передающимися половым путем. Она была сторонником общественного здравоохранения и просвещения по вопросам гигиены и сексуальной этики. Дейн Эдуард Борхес писала, что карьера Франсишка показала то, «как она использовала свое авторитетное положение в медицинской профессии в качестве точки опоры для выдвижения аргументов феминисток». Она вышла замуж за Жоао Америку Гарсеса Фроэса, врача и академика.